# 定興県
定興県（ていこう-けん）は中華人民共和国河北省保定市に位置する県。

## 歴史
秦代に設置された范陽県を前身とする。581年（開皇元年）、隋朝は遒県と改称されたが、617年（大業13年）に廃止され、管轄区域は易県に編入された。
1166年（大定6年）、金朝により定興県として設置された。1958年に定興県は廃止となり、易県及び徐水県に分割編入されたが、1961年に再び設置され現在に至る。

## 行政区画
- 鎮:定興鎮、固城鎮、賢寓鎮、北河鎮、天宮寺鎮、小朱荘鎮、姚村鎮、楊村鎮、高里鎮、内章鎮
- 郷:東落堡郷、張家荘郷、肖村郷、柳卓郷、北南蔡郷、李郁荘郷